# Varese Football Club 1946-1947
Questa voce raccoglie le informazioni riguardanti  il Varese Football Club nelle competizioni ufficiali della stagione 1946-1947.

## Rosa
| N. |                   | Ruolo | Calciatore         |
| -- | ----------------- | ----- | ------------------ |
|    | Italia (bandiera) | A     | Luciano Alghisi    |
|    | Italia (bandiera) | C     | Renato Barberini   |
|    | Italia (bandiera) | A     | Giovanni Calveri   |
|    | Italia (bandiera) | C     | Giuseppe Carissimi |
|    | Italia (bandiera) | C     | Giuseppe Castelli  |
|    | Italia (bandiera) | C     | Egidio Cattaneo    |
|    | Italia (bandiera) | C     | Giovanni Comotti   |
|    | Italia (bandiera) | C     | Luigi Dagnino      |
|    | Italia (bandiera) | P     | Carlo Facchini     |

| N. |                   | Ruolo | Calciatore         |
| -- | ----------------- | ----- | ------------------ |
|    | Italia (bandiera) | P     | Mariano Faraone    |
|    | Italia (bandiera) | D     | Luigi Ferrari      |
|    | Italia (bandiera) | C     | Astro Galli        |
|    | Italia (bandiera) | A     | S. Grasso          |
|    | Italia (bandiera) | A     | Mario Panagini     |
|    | Italia (bandiera) | A     | Eriberto Raffaini  |
|    | Italia (bandiera) | A     | Roberto Ronconi    |
|    | Italia (bandiera) | C     | Michele Santacroce |
|    | Italia (bandiera) | A     | Piero Trapanelli   |